# El Tubo (Zaragoza)

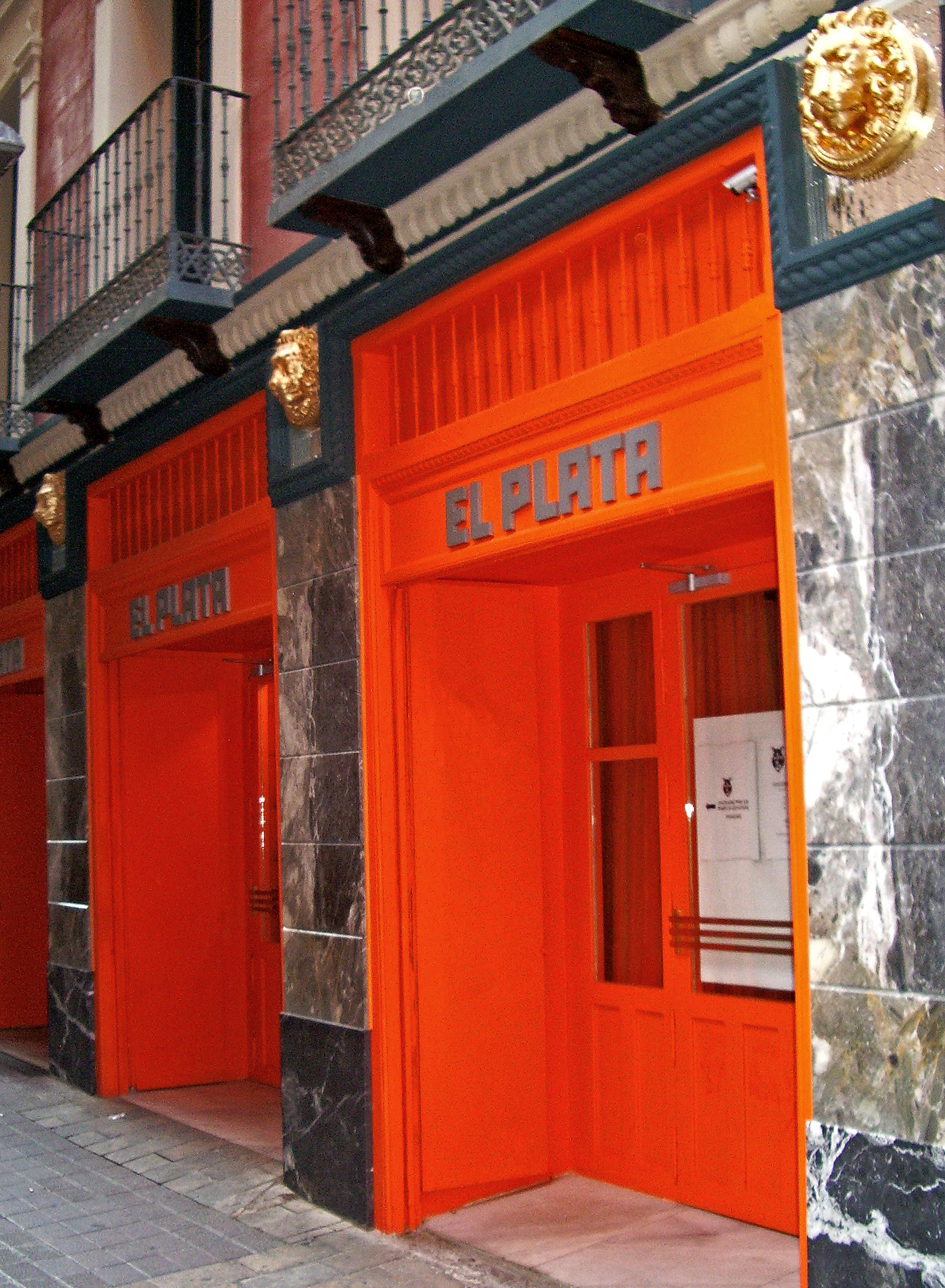
El Plata.

El Tubo es un entramado de estrechas calles de Zaragoza que alberga la principal zona de tapeo de la ciudad y la de más solera. Se puede acceder directamente desde Plaza de España y estaría formado por la zona comprendida entre El Coso, Alfonso I, Don Jaime I y Mendéz Núñez. 
Las calles que forman este conjunto son: 4 de Agosto, Mártires, Libertad, Ossau, Cinegio, Estébanes, Blasón Aragonés, Pino y Plaza Sas. Destacan el mítico café cantante El Plata o el antiquísimo restaurante Casa Lac, uno de los más antiguos de España y de Europa que data de 1825.
Huelga decir, no obstante, que El Tubo comprendía en sus inicios únicamente la Calle Estébanes, desde la Calle Don Jaime I hasta la Plaza Sas, antigua Plaza del Carbón, nombrada así en reconocimiento a Mosén Santiago de Sas y Casayau, héroe de Los Sitios que fue asesinado tras la capitulación de la ciudad. Fue el pueblo maño el que optó por abarcar también el resto de estrechos callejones dentro de esta denominación, convirtiendo a este conjunto en la gran aglomeración de turismo y gastronomía que conocemos a día de hoy.
Pese a que en la actualidad y oficialmente sólo la Calle Estébanes es reconocida como El Tubo de Zaragoza, tanto sus habitantes como los puntos de interés turístico acuerdan la denominación grupal de las distintas calles, por lo que siempre que se hable de El Tubo se hará referencia al entramado completo.
En dicho conjunto encontraríamos también la Calle Mártires, donde podemos visualizar los restos de la Antigua Puerta Cinegia o Cineja, perteneciente a la Antigua Muralla Romana del Siglo III y la Calle Cuatro de Agosto, famosa por recordar la resistencia frente a los franceses en 1808 bajo el liderazgo de Antonio Torres Gimeno, en ausencia de Palafox, cuando los franceses avanzaron hasta el Coso.
- Datos: Q19949907
- Multimedia: El Tubo / Q19949907